# Reloj Solar (escultura)
El Reloj Solar, más comúnmente denominada Estatua de Cronos, es un monumento de la ciudad española de Melilla. Está situado en una rotonda casi al final de la avenida Duquesa de la Victoria, cuando se cruza con la avenida Reyes Católicos. Forma parte del Conjunto Histórico Artístico de la Ciudad de Melilla, un Bien de Interés Cultural.

## Historia
Fue encargada por la Ciudad Autónoma de Melilla al artista José María Sánchez Martínez para decorar la nueva rotonda construida casi al final de la avenida Duquesa de la Victoria, siendo inaugurada el 13 de diciembre de 2014, día de Saturno, nombre romano de Cronos.

## Descripción
El monumento se compone de una estatua exenta de 4,86 metros de altura, moldeada en bronce, que representa a Cronos, titán griego del tiempo, con un paño cubriéndole la cadera, con tantos pliegues como el propio cuerpo del titán anciano y barbudo, furioso y encadenado a dos relojes de sol para recrear una alegoría del tiempo (el dios rompe las cadenas del tiempo) y que sirven a la vez para calcular la hora durante los periodos del solsticio de verano al solsticio de invierno y viceversa, respectivamente.